# Renato Micallef
Renato Micallef, pseudonimo di Nazzareno Alessandro Micallef Garrett (19 novembre 1951), è un cantante maltese.
Ha rappresentato Malta all'Eurovision Song Contest 1975 con il brano Singing This Song.

## Biografia
Renato Micallef detiene, insieme ad Enzo Gusman, il record per il maggior numero di vittorie al Malta Song Festival, avendo portato a casa il primo premio in cinque occasioni: nel 1974 cantando Peace to the World, nel 1975 con Singing This Song, nel 1985 con Separju, nel 1986 con Il-Karnival ta' Malta, e nel 1989 con Aħfirli.
Nel 1975 la sua vittoria al Malta Song Festival gli ha permesso di rappresentare il suo paese all'Eurovision Song Contest 1975, che si è tenuto il 22 marzo a Stoccolma. Si è piazzato al 12º posto su 19 partecipanti con 32 punti totalizzati. Nel 1990 ha vinto il Cavan International Song Festival in Irlanda cantando Our Little World of Yesterday in duetto con Marisa.

## Discografia

### Raccolte
- Georgina u Renato fl-aqwa musicals ta' Paul Abela (con Georgina Abela)

### Singoli
- 1975 - Singing This Song